# Монте-Альто
Монте-Альто - археологічний пам'ятник на тихоокеанському узбережжі Гватемали, що дав назву однойменної археологічної культури.

Монте-Альто в контексті найближчих докласичних пам'ятників

Розташований в 20 км на південний схід від м. Санта-Лусія-Коцумальгуапа в окрузі Ексінтла, Монте-Альто належить до кількох археологічних періодів і культур. Найдавніше поселення виникло тут близько 1800 р. до н.е. Існуюча в цей період культура Монте-Альто - одна з найдавніших в Месоамериці і, мабуть, передувала ольмекам.
У ранній докласичний період (400 р. до н.е. — 200 р. н.е..) Монте-Альто став регіональним центром.
У Монте-Альто виявлено 45 великих споруд, з яких найбільш високим є 20-метрова піраміда.
Монте-Альто відомий своїми скульптурами - це голови і зображення «пузатих» людей (така форма тіла викликана, швидше за все, тим, що фігури витісувалися з грубих, округлих валунів базальту). Не менш примітні кам'яні стели, числом більше 10, у вигляді таблиць, а також 3 кам'яних вівтаря. Кам'яні стели, на думку археологів, мали астрономічне призначення і служили для визначення положення сонця, до якого прив'язувалися дати свят.
На північному-сході виявлено споруду ранньої класичної епохи - так зване спорудження 6.